# NGC 2827
NGC 2827 је спирална галаксија у сазвежђу Рис која се налази на NGC листи објеката дубоког неба.
Деклинација објекта је + 33° 52' 51" а ректасцензија 9h 19m 18,9s. Привидна величина (магнитуда) објекта NGC 2827 износи 14,8 а фотографска магнитуда 15,6. NGC 2827 је још познат и под ознакама IC 2460, MCG 6-21-9, CGCG 181-15, PGC 26342.